# Баде, Лоик
Лои́к Венса́н Баде́ (фр. Loïc Vincent Badé; род. 11 апреля 2000, Франция) — французский футболист, защитник испанского клуба «Севилья» и сборной Франции.

## Клубная карьера
Уроженец Севра, Баде выступал за молодёжные команды клубов «Булонь-Бийанкур», «Париж» и «Гавр». 10 января 2020 года дебютировал в основном составе «Гавра» в матче французской Лиги 2 против «Ньора».
20 июня 2020 года подписал первый в своей карьере профессиональный контракт с клубом «Ланс». 23 августа 2020 года дебютировал за «Ланс» в матче французской Лиги 1 против «Ниццы».
5 июля 2021 года перешёл в «Ренн».
1 сентября 2022 года на правах аренды присоединился к английскому клубу «Ноттингем Форест».

## Карьера в сборной
В составе олимпийской сборной Франции стал серебряным призером Игр в Париже.

## Личная жизнь
Баде родился во Франции в семье выходцев из Кот-д’Ивуара.

## Достижения
«Севилья»
- Победитель Лиги Европы: 2022/23

Сборная Франции
- Бронзовый призёр Лиги наций УЕФА: 2024/25